# 中國香港足球總會

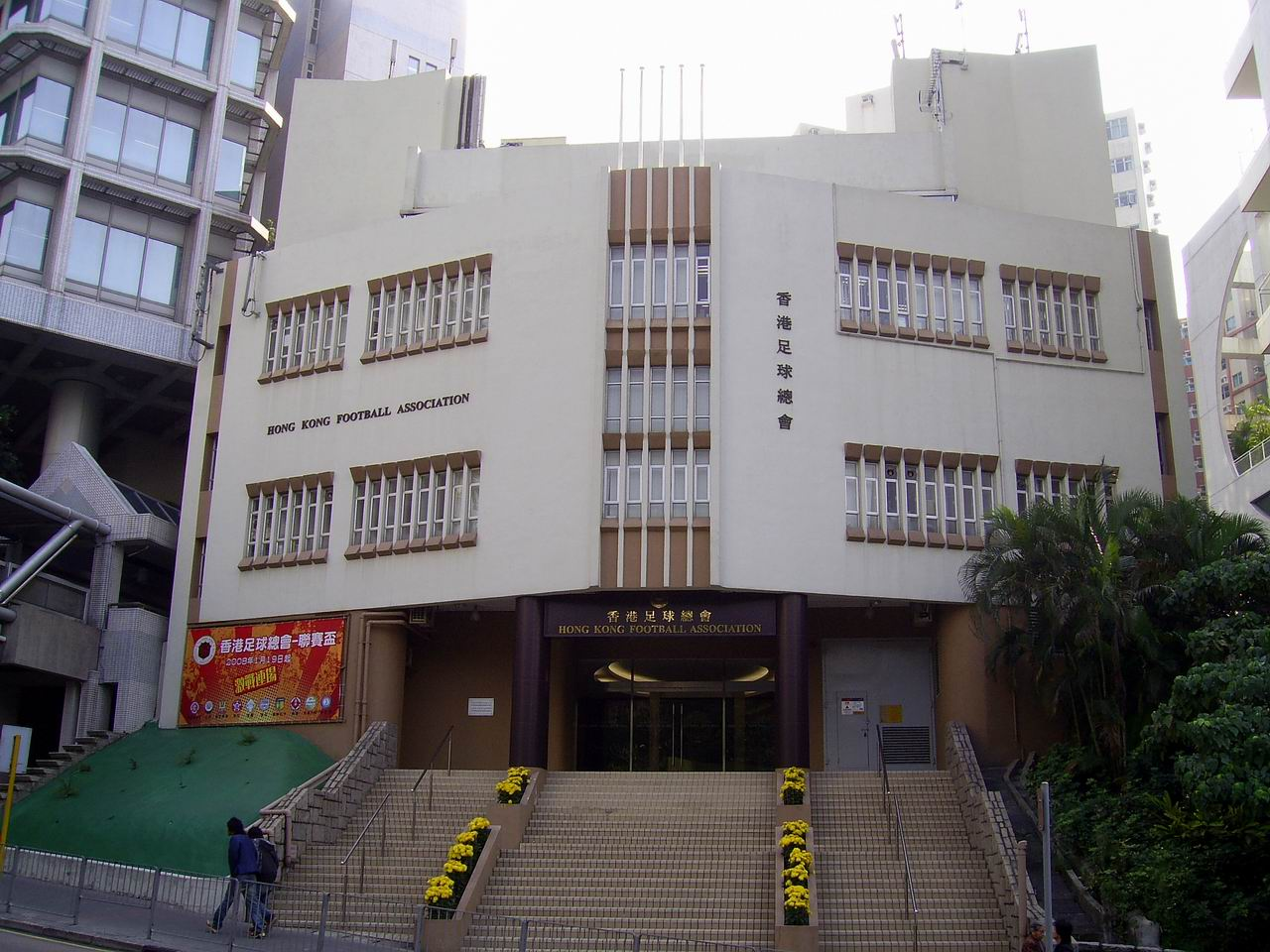
位於佛光街的中国香港足球总会會所

中國香港足球總會（英語：The Football Association of Hong Kong, China）為香港足球管理機構，屬於中國香港體育協會暨奧林匹克委員會轄下74個體育總會及體育組織之一，原稱「香港足球總會」，2023年改為現名。香港足總負責香港足球代表隊、香港奧運足球代表隊、其他不同年齡的香港足球代表隊、香港五人足球代表隊，亦負責各級別香港足球聯賽的足球隊與足球運動員的註冊、青少年足球運動員訓練及發展、教練訓練及發展、裁判員及紀律等事宜。

## 宗旨
中国香港足球总会的宗旨是「推動及發展香港足球，包括職業足球、青少年足球及業餘足球，從而提高香港足球的形象和世界排名，為香港市民提供高質素的足球賽事，令足球成為香港最受歡迎的體育運動。」

## 歷史
香港足球總會（The Hong Kong Football Association）於1914年成立，起初稱為香港腳球總會，其實香港足球總會於1908年底已開始組成，惟運作了一年會務便陷於停頓，到了1913年才再重組，於1914年獲得英格蘭足球總會正式承認為屬會，故此便以1914年作為正式成立年份。
成立初期，行政和管理人員全屬義務性質。其後租用中環廣東銀行大廈4字樓55號半間寫字樓作辦公室，而另一半為印務館租用。
第二次世界大戰後，足球總會在中環太子行2字樓211室租用了一間約500多平方呎辦公室，義務秘書改為受薪聘用，加添兩名職員協助秘書的工作。
在1954年，香港足球總會註冊成為有限公司。同年又相繼加入國際足球協會及亞洲足球協會成為會員，為亞洲足球協會12個創會成員之一，首四任亞洲足協會長羅文錦、郭贊、雷瑞德及陳南昌均為香港人。為了進一步推廣足球，足球總會租用位於跑馬地體育路剛擴建完成的香港足球會球場，辦公室設於球場一號看台下的地庫，租期為15年。
在1972年，香港足球總會向政府申請撥地興建永久會所。於1974年獲得通過，獲得一幅位於何文田佛光街的土地，原址是何文田平房區保民村的一部份。經過5年籌建，會所於1979年9月10日正式啟用，揭幕禮由國際足球協會會長夏維蘭治主持。會所樓高3層，面積19,000平方呎，並且可舉行大型會議，一直沿用至今。2005年，獲得國際足球協會「GOAL Project」資助，於同年進行大規模的重修工程，於2006年1月28日舉行揭幕啟用禮。
在2014年2月12日，足球總會行政總裁薛基輔率領代表團到訪韓國取經，參觀當地的訓練中心及經典K聯賽足球會。香港足球代表隊主教練金判坤透露，此舉將會就聯賽、青年訓練及發展等不同範疇取經，為於明年啟辦的香港職業足球聯賽準備。
承接「鳳凰計劃」及「五年策略計劃」，足球總會在2020年推出以「展望2025策略計劃」為名的新一份五年策略計劃，以香港足球代表隊晉級2034年世界盃決賽周為目標，銳意加強青訓及香港超級足球聯賽發展。

在2023年3月，足總按中國香港體育協會暨奧林匹克委員會之建議，將該會冠名由「香港足球總會」（英語：The Hong Kong Football Association）更改為「中國香港足球總會」（英語：The Football Association of Hong Kong, China），該會亦公布了新會徽和香港足球代表隊的新隊徽。

舊會徽

## 架構
中国香港足球总会董事局由11位董事組成，另有4名顧問，以及負責不同足球事務的專責小組。
| - 永遠名譽贊助人： - 董建華 - 名譽副會長： - 陳瑤琴 - 洪祖杭 - 余錦基 - 梁孔德 - 康寶駒 - 董事会特別顧問： - 周文亮 - 官永義 - 莫耀強 - 醫事顧問： - 容樹恆醫生 | 董事局 - 會長（任期由2023年至2027年）： - 貝鈞奇 - 主席（任期由2023年至2027年）： - 霍啟山 - 副主席（任期由2023年至2027年）： - 徐英偉 - 與球會有聯繫之董事（任期由2023年至2027年）： - 朱浩賢 - 黃良柏 - 與球會有聯繫之董事（任期由2021年至2025年）： - 黃俊雄 - 王紹基 - 與球會無聯繫之董事（任期由2023年至2027年）： - 徐英偉 - 洪定騰 - 與球會無聯繫之董事（任期由2021年至2025年）： - 陳曉峰 - 胡偉民 - 莫慕潔(補選) | 中国香港足球总会秘書處 - 總幹事： - 張炎有 - 裁判經理： - 待定 - 技術總監： - 莫寧 - 主教練： - 韋斯活 - 競賽部高級組理： - 蘇冠禮 - 機構管治總監： - 劉怡欣 |

## 培訓計劃

### 青少年足球發展計劃
賽馬會青少年足球發展計劃，俗稱「青訓」，是一個由香港足球總會、康樂及文化事務署合辦，香港賽馬會慈善信託基金冠名贊助，全港規模最大及歷史最悠久的青少年足球推擴計劃。

## 《力爭上游──萬眾一心》
- 《力爭上游──萬眾一心》 2015-2020年度本地足球發展的策略方案 pdf （页面存档备份，存于）

## 歷任會長
- 摩士（1946-1953）
- 羅文錦（1953-1954）
- 郭贊（1954-1956）
- 雷瑞德（1956-1957）
- 陳南昌（1957-1958）
- 雷瑞德（1958-1961）
- 羅理基（1961-1966）
- 李福樹（1966-1968）
- 王澤森（1968-1970）
- 霍英東（1970-1997）
- 霍震霆（1997-2023）
- 貝鈞奇（2023-）

## 歷任副會長
- 韋基舜
- 莫邦棟九十年代

## 歷任主席
- 黃家駿 (1940–1950)
- 史堅拿 (1950–1954)
- 王志聖 (1954–1960)
- 莫慶 (1960–1964)
- 傅利沙 (1964–1965)
- 莫慶 (1965–1966)
- 梁兆绵
- 盧志忠（1979-1982）
- 何世柱
- 余錦基
- 許晉奎
- 李亮能（1996-1999）
- 康寶駒（1999-2007）
- 梁孔德（2007-2019）
- 貝鈞奇（2019-2023）
- 霍啟山（2023-）

## 歷任行政總裁
- 麥國棟 (2011–2012)
- 薛基輔 (2012–2018)
- 溫達倫 (2018–2021)
- 譚秋朗 (2021–2024)
- 張炎有(署任)(副總幹事兼裁判總監)

## 場地
- 賽馬會香港足球總會足球訓練中心

## 外部連結
- 官方网站
  - 香港足球總會章程大綱及細則 (2023年3月3日更新版) （页面存档备份，存于）
- 中國香港足球總會的Facebook專頁 （页面存档备份，存于）
- 立法會：民政事務局局長就議員動議議案「推動本地足球發展」的總結發言全文 （页面存档备份，存于）
- 二零零八年六月四日立法會會議「推動本地足球發展」動議辯論進度報告 （页面存档备份，存于）
- 立法會民政事務委員會：推廣及發展本地足球 （页面存档备份，存于）